# Öffentliche Uhren in Wien

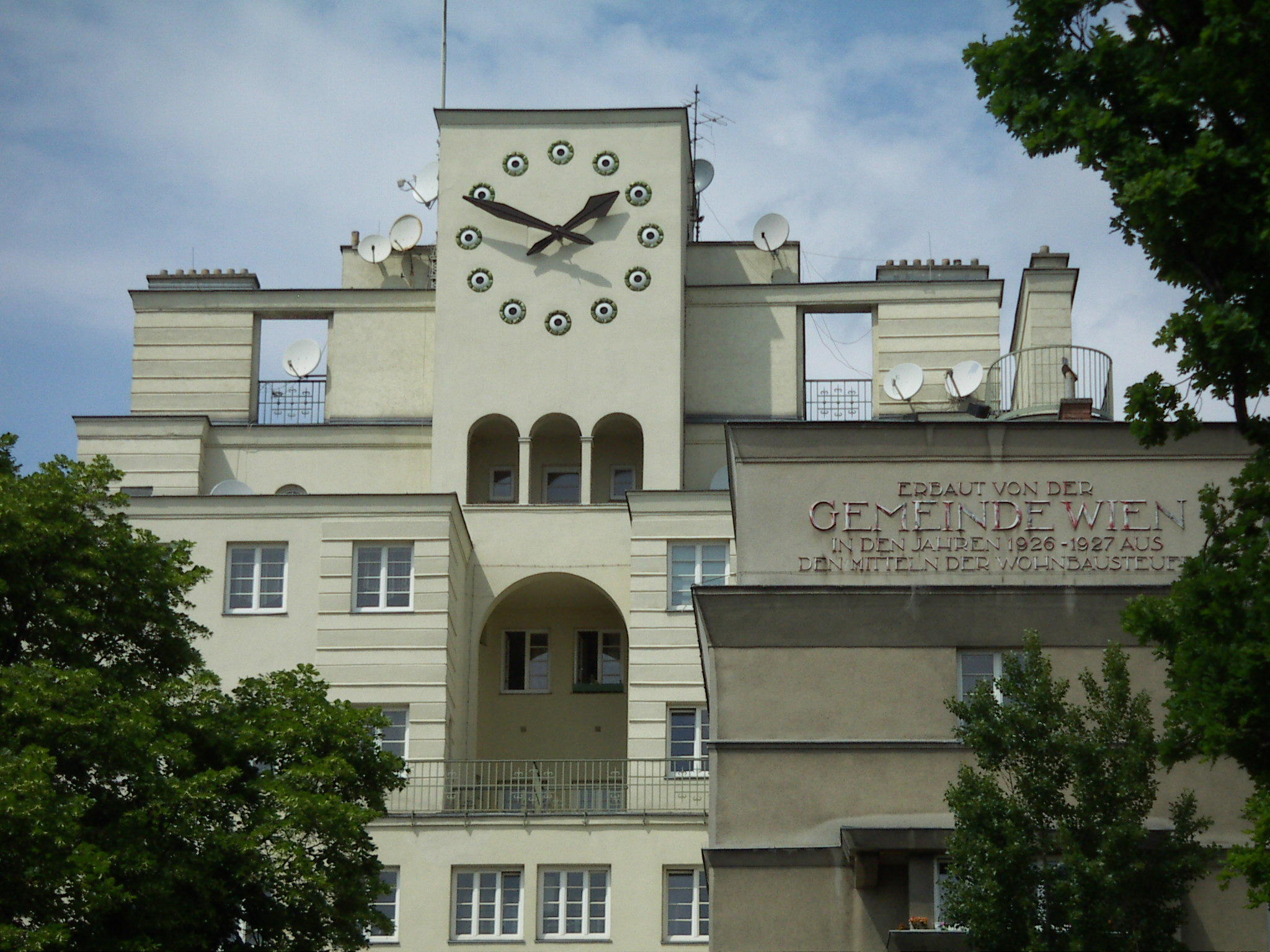
Öffentliche Uhr am Karl-Seitz-Hof in Wien

Die öffentlichen Uhren in Wien dienen seit Jahrhunderten der zeitlichen Orientierung im öffentlichen Raum der österreichischen Bundeshauptstadt Wien. Der Großteil der von der Stadt Wien betreuten, insgesamt 198 Uhren sind Würfeluhren oder Kirchturmuhren.

## Geschichte

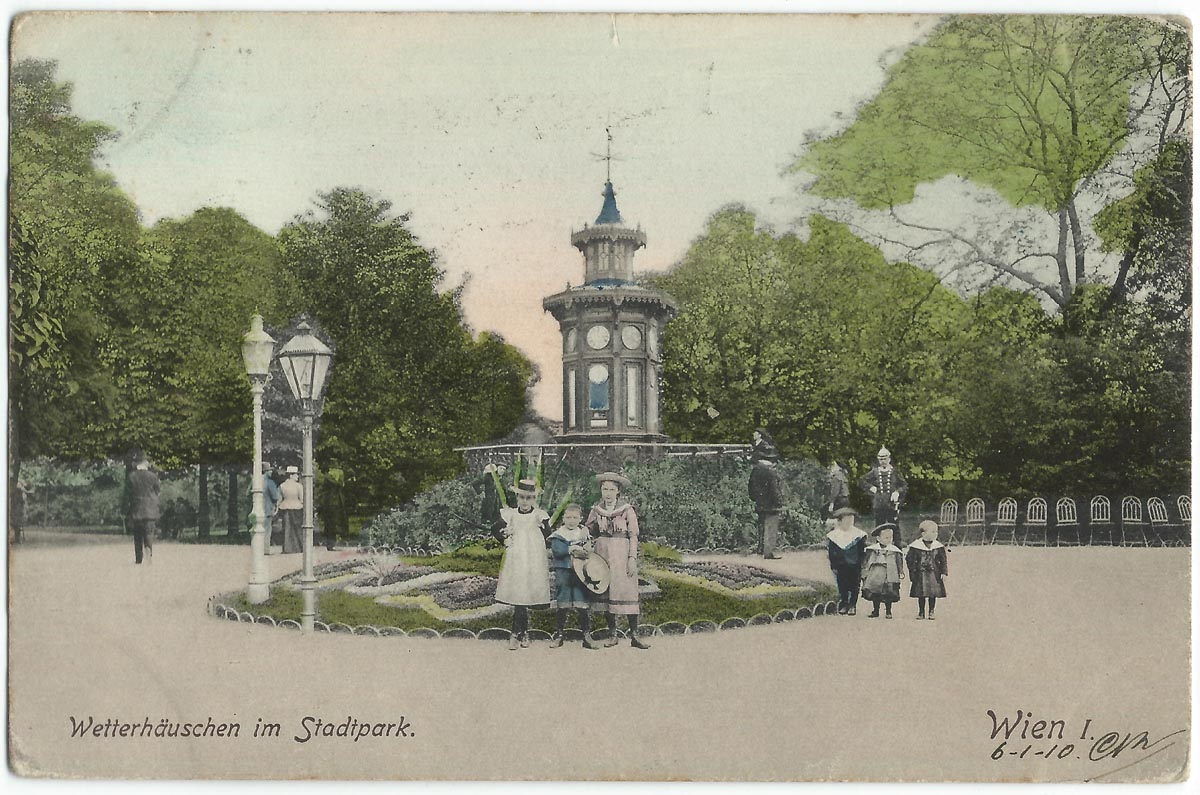
Wetterhäuschen mit Weltuhr im Stadtpark, 1907

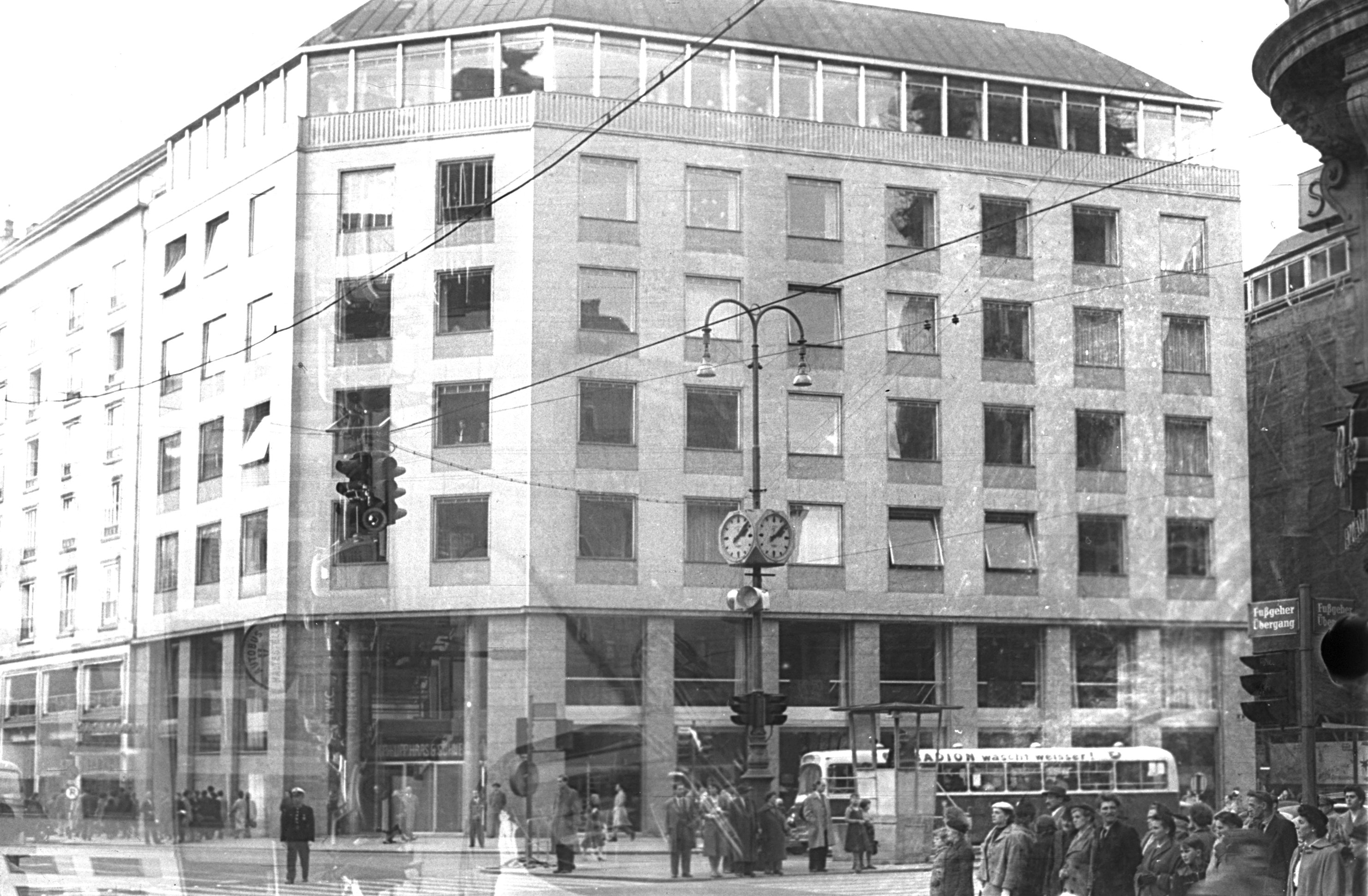
Würfeluhr am Stephansplatz, 1957

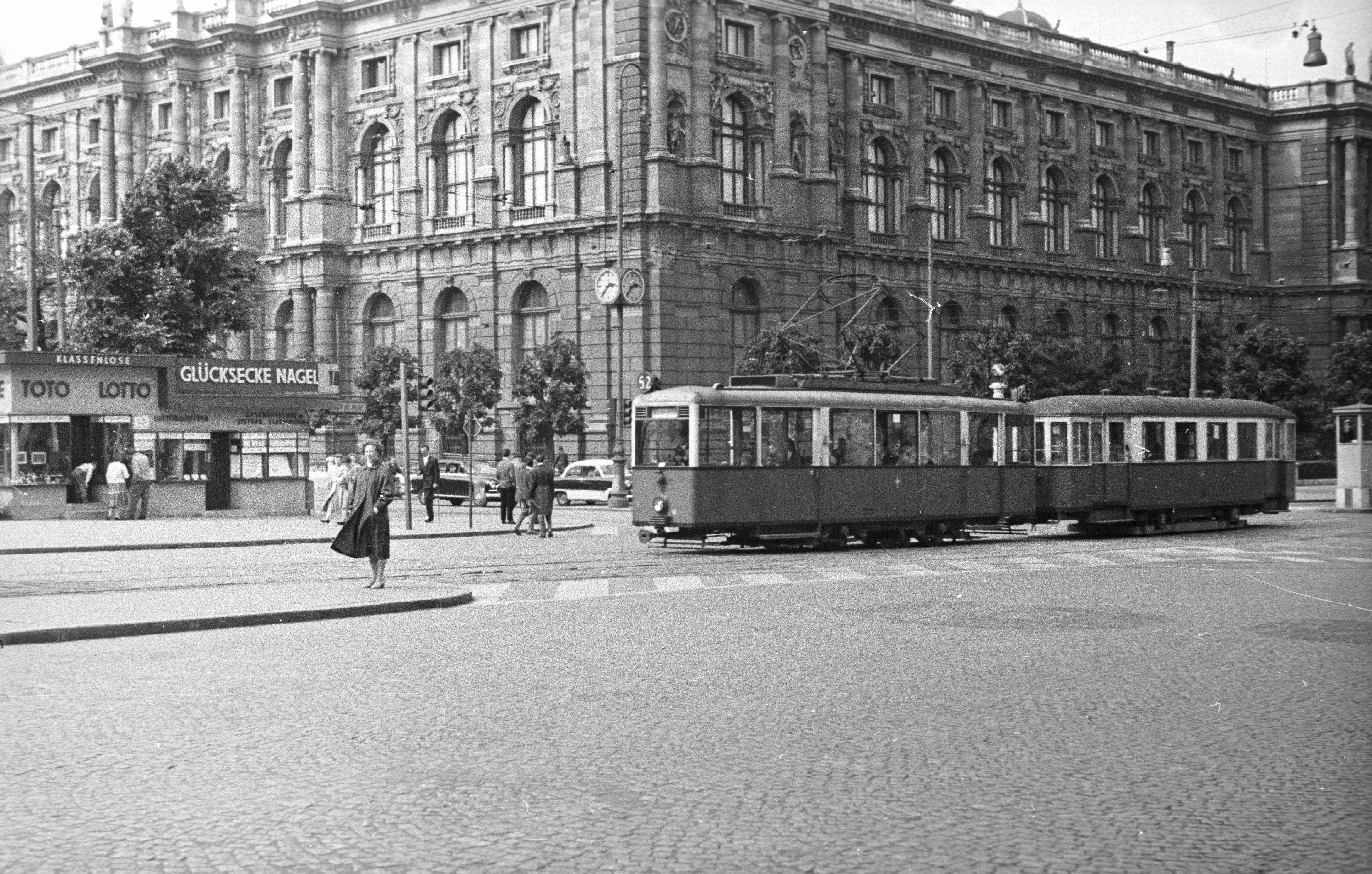
Würfeluhr am Museumsplatz, 1959

Die erste öffentliche Uhr in Wien wurde, dem Trend anderer europäischer Städte folgend, im Jahr 1415 im Südturm des Stephansdoms eingebaut. Bis ins 18. Jahrhundert gab es vor allem Kirchturmuhren, die meist nur mit einem Stundenzeiger ausgestattet waren. Im Laufe des 19. Jahrhunderts kamen Uhren an anderen Gebäuden wie Amtshäusern dazu, und infolge der gestiegenen Notwendigkeit, die exakte Uhrzeit zu kennen, etablierte sich der heutige Standard mit Stunden- und Minutenzeiger. 1862 wurden am Stephansdom in die beiden Rundfenster seitlich des Riesentors Uhren eingebaut. Während die linke Uhr ein traditionelles Zifferblatt und Zeiger hatte, erhielt die rechte ein Springzahlenwerk mit Fallblattanzeige für Stunden- und Fünf-Minuten-Sprünge, das 1909 durch eines mit minütlichem Sprung ersetzt wurde.
Ab 1864 erfolgten aufgrund eines Beschlusses des Wiener Gemeinderats zahlreiche Verbesserungen, unter anderem erhielten sämtliche eingemeindete Vorstädte mindestens je eine öffentliche Uhr. Außerdem wurde bei einigen Kirchenuhren das Zifferblatt durch ein transparentes, von hinten beleuchtbares ersetzt, wodurch die Zeit nun auch in den Nachtstunden abgelesen werden konnte. Zu den unterschiedlichen Fassadenuhren kam 1865 ein neuer Typ hinzu: die als Teil des Stadtmobiliars gestalteten Ständer- bzw. Säulenuhren. Die erste Säulenuhr wurde im September 1865 probeweise Am Hof in Betrieb genommen und rund zwei Monate später vor dem Carltheater an der Praterstraße aufgestellt.
Im Jahr 1877 wurde am Schottenring die weltweit erste öffentliche Uhr mit pneumatischem Antrieb feierlich in Betrieb genommen. Sie war auf einem Wachtposten-Unterstand montiert und verfügte (wie bereits die Säulenuhr von 1865) über drei Zifferblätter. Zwei weitere Uhren dieses Typs wurden in der Herrengasse und Wipplingerstraße aufgestellt. Als sich nach einiger Zeit die Uhren als zu ungenau erwiesen, wurde nach anderen Methoden zum Antrieb des Uhrwerks gesucht. Die Entscheidung fiel auf ein von Friedrich von Lössl entwickeltes autodynamisches System mit Aneroiddosen, das die Tagesschwankungen von Luftdruck und Lufttemperatur nutzte, um die Federn des Uhrwerks aufzuziehen. Eine erste Ständeruhr mit diesem Antrieb und vier Zifferblättern wurde 1880 im Türkenschanzpark aufgestellt, weitere folgten 1881 im Stadtpark, 1883 im Prater und bis Anfang des 20. Jahrhunderts noch mindestens vier weitere Uhren an verschiedenen Standorten in Wien.
Im August 1883 wurde im Stadtpark das erste Wiener Wetterhäuschen errichtet, ausgestattet mit einer „Weltuhr“. Eine Uhr zeigte die aktuelle Zeit in Wien an, ein spezielles Uhrwerk den Zeitpunkt des Sonnenauf- und -untergangs und mehrere kleinere Uhren die Zeit in verschiedenen anderen Städten wie Paris, London und Istanbul. Später wurden auch beispielsweise im Rathauspark, Türkenschanzpark und Schweizergarten mit Uhren bestückte Wetterhäuschen aufgestellt.
Nach der Elektrifizierung der Wiener Straßenbahn 1897 und der Straßenbeleuchtung 1902 wurde im Oktober 1906 die erste elektrisch betriebene, öffentliche Uhr Wiens enthüllt, die den Arthaberbrunnen im Favoritner Arthaberpark bekrönt. 1907 wurde am Opernring, Kreuzung Kärntner Straße, ein Prototyp der Wiener Würfeluhr aufgestellt. Die elektrisch betriebene Uhr mit vier beleuchteten Zifferblättern mit je einem Meter Durchmesser wurde vom Uhrmacherunternehmen Ing. Schauer hergestellt und war an einem Bogenlampenmast angebracht. In den Folgejahren wurden weitere Uhren dieses Typs aufgestellt, bei denen bereits die Zifferblätter in ein würfelförmiges Gehäuse mit abgeschrägten Ecken eingefasst waren. 1931 gab es in Wien bereits 32 Würfeluhren.
Im Jahr 1955 wurde an der Josefstädter Straße die erste Ständeruhr mit Fallblattanzeige aufgestellt. Weitere Uhren dieses Anzeigetyps folgten unter anderem in den Verkehrsstationen Schottentor (dem Jonas-Reindl) und Hietzing, wo sie an der Decke der Stationsbauwerke angebracht wurden. Später ersetzten Flüssigkristallanzeigen die Fallblattanzeigen. Nachdem bereits 1948 die zentrale Steuerung der öffentlichen Uhren über die Meldeleitung der Feuerwehr umgesetzt worden war, wurde 1971 erstmals eine Würfeluhr am Heumarkt über Funk gesteuert. Die Umstellung der Steuerungen aller Würfeluhren auf Funkbetrieb per GPS-Signal begann 2002.
Derzeit (Stand 2017) betreut die Magistratsabteilung 33 der Gemeinde Wien (MA 33, Wien Leuchtet) insgesamt 198 öffentliche Uhren. Die beinahe 5000 Uhren in Stationen, Fahrzeugen und Betriebsanlagen der öffentlichen Verkehrsmittel werden von den Wiener Linien und den Österreichischen Bundesbahnen betreut.

## Varianten

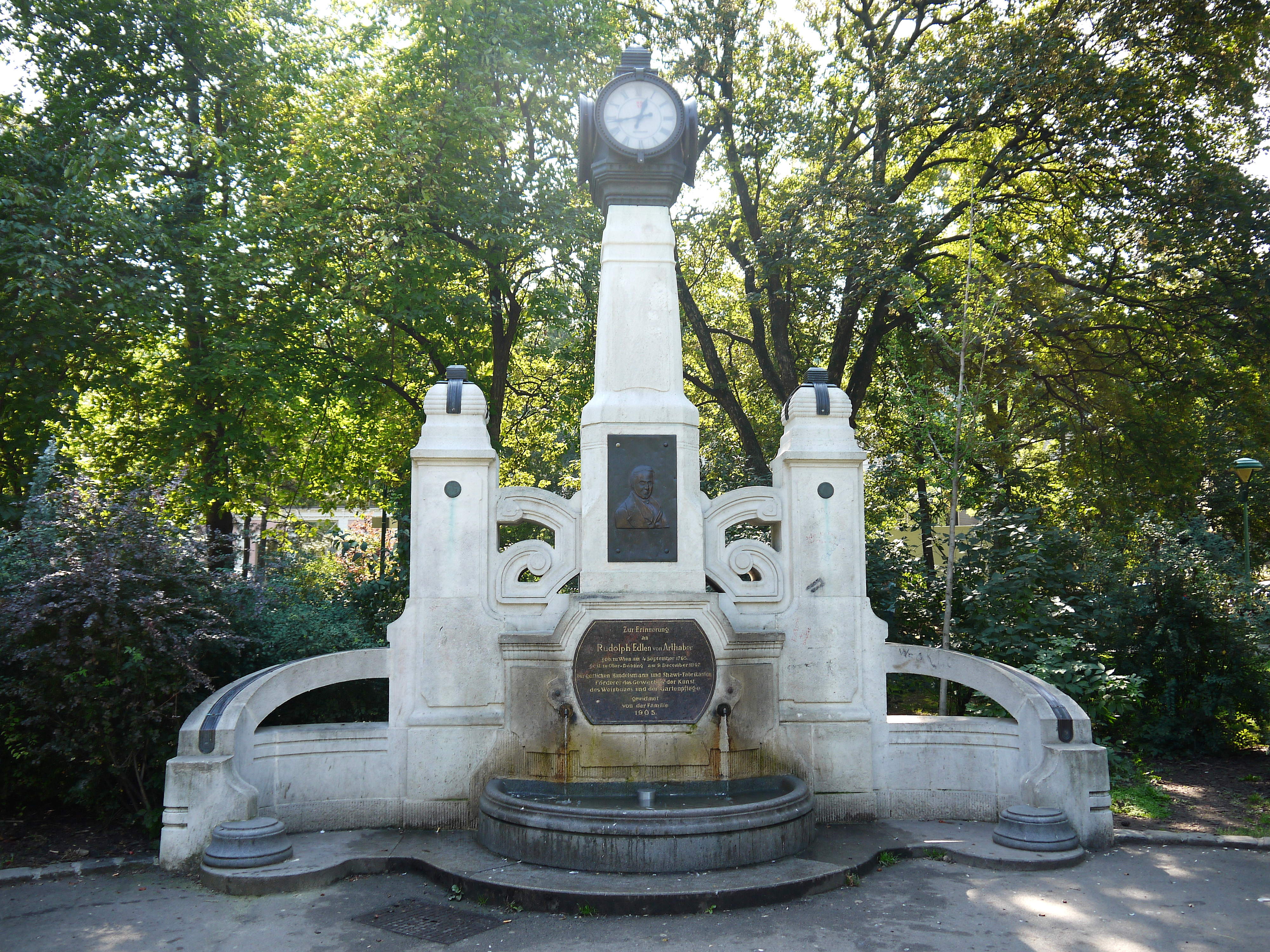
Kunstwerkuhr am Brunnen im Arthaberpark

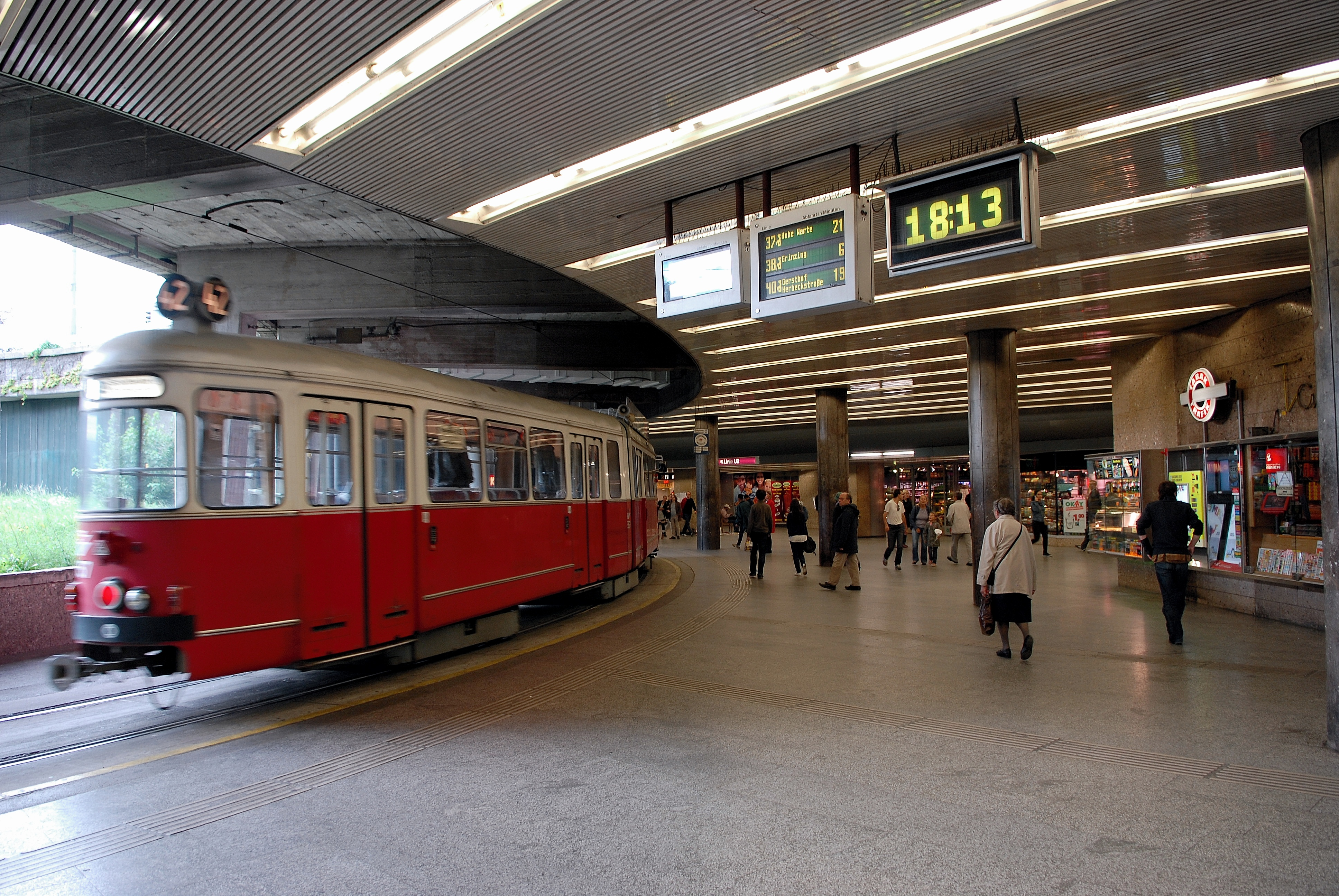
Digitaluhr in der Schottenpassage

### Gebäudeuhren
29 Uhren sind Bestandteil der Gebäudefassade von größtenteils öffentlichen Gebäuden. Darunter sind zehn Amtshäuser, sieben Schulen sowie zwölf andere Gebäude, unter anderem Gemeindebauten, das Amalienbad und das Vorwärts-Gebäude.

### Kirchturmuhren
Die 84 Kirchen mit von der Stadt Wien betreuten Uhren befinden sich in allen 23 Wiener Gemeindebezirken, großteils in den Außenbezirken. In der Inneren Stadt werden nur die Uhren der Schottenkirche und Michaelerkirche sowie die Ziffernblattbeleuchtung der Peterskirche betreut.

### Würfeluhren
Die 74 Würfeluhren befinden sich mit Ausnahme von Neubau und Hernals in allen Wiener Bezirken. Die letzten Neuaufstellungen fanden 2015 in den Stadtentwicklungsgebieten Nordbahnviertel und Seestadt Aspern statt.

### Kunstwerk- und Digitaluhren
Zu den elf Kunstwerk- und Digitaluhren zählen unter anderem die Kunstinstallation Uhrturm im Kurpark Oberlaa und eine Uhr mit einem von Wander Bertoni gestalteten Sockel auf einer Grünfläche der Hauptfeuerwache Favoriten. Digitaluhren befinden sich im Außenbereich der Verkehrsstationen Schottentor und Hietzing, bei der Straßenbahnhaltestelle Dommayergasse in Hietzing sowie als Weltuhr in einer Wetterstation im Kurpark Oberlaa.

## Zeitumstellung
Die jährliche Umstellung von Normal- auf Sommerzeit im Frühling sowie die Umstellung zurück auf Normalzeit im Herbst führt die MA 33 automatisch durch. Die Gebäude- und Kirchturmuhren erhalten ein entsprechendes DCF77-Funksignal, die Würfeluhren verwenden die über das GPS-Signal mitgelieferten Zeitinformationen. Im Frühling wird beim Sprung des Minutenzeigers von 1:59 auf 2:00 Uhr auf 3:00 vorgestellt, im Herbst werden die Uhren vor dem Sprung von 2:59 auf 3:00 Uhr eine Stunde lang angehalten, danach erfolgt der Sprung auf 3:00 Uhr. Da es vereinzelt zu Problemen bei der Umstellung kommt, kontrollieren die Mitarbeiter der MA 33 die korrekte Anzeige der Uhren noch in derselben Nacht.

## Bildergalerie

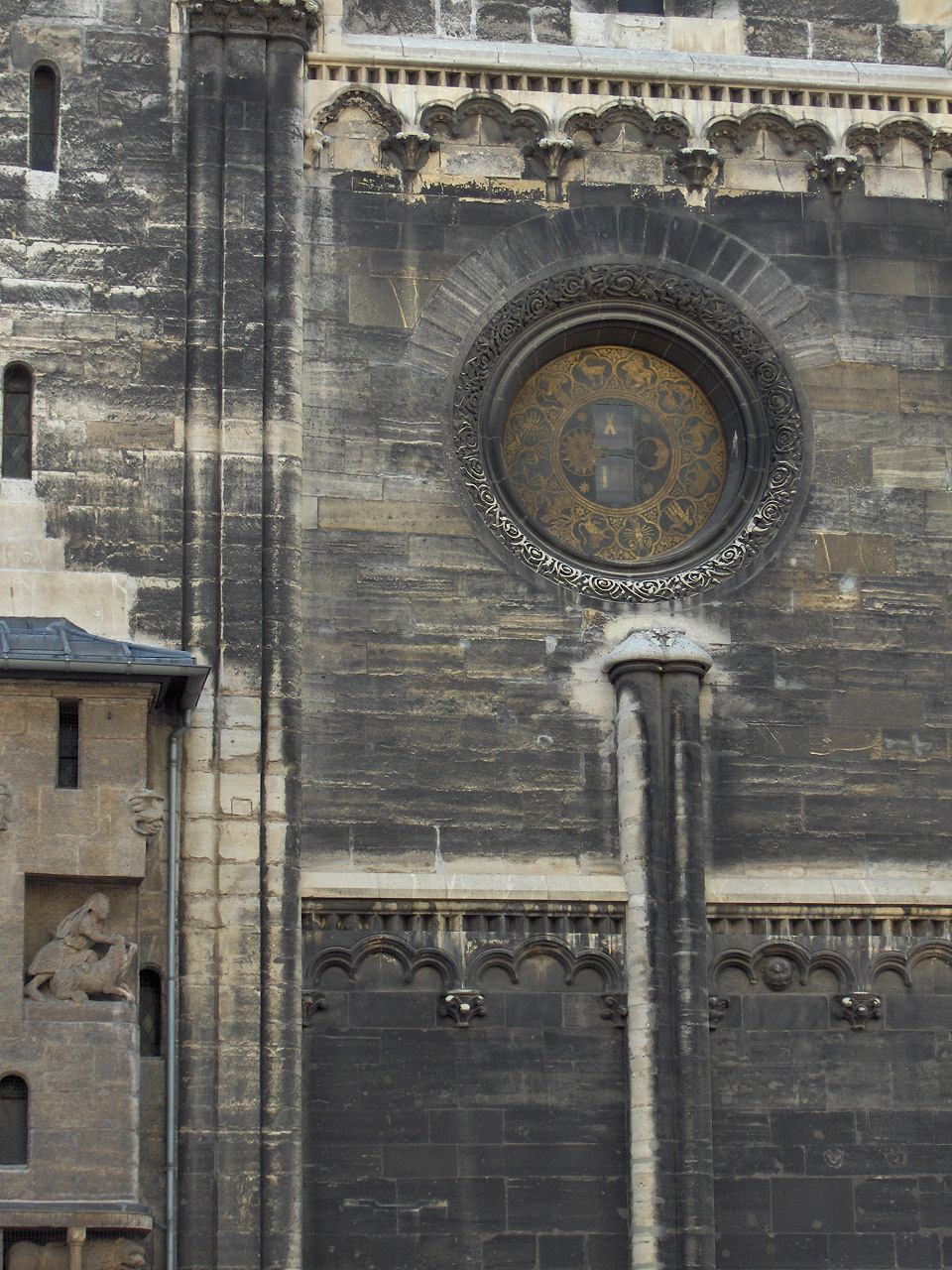
Springuhr am Stephansdom
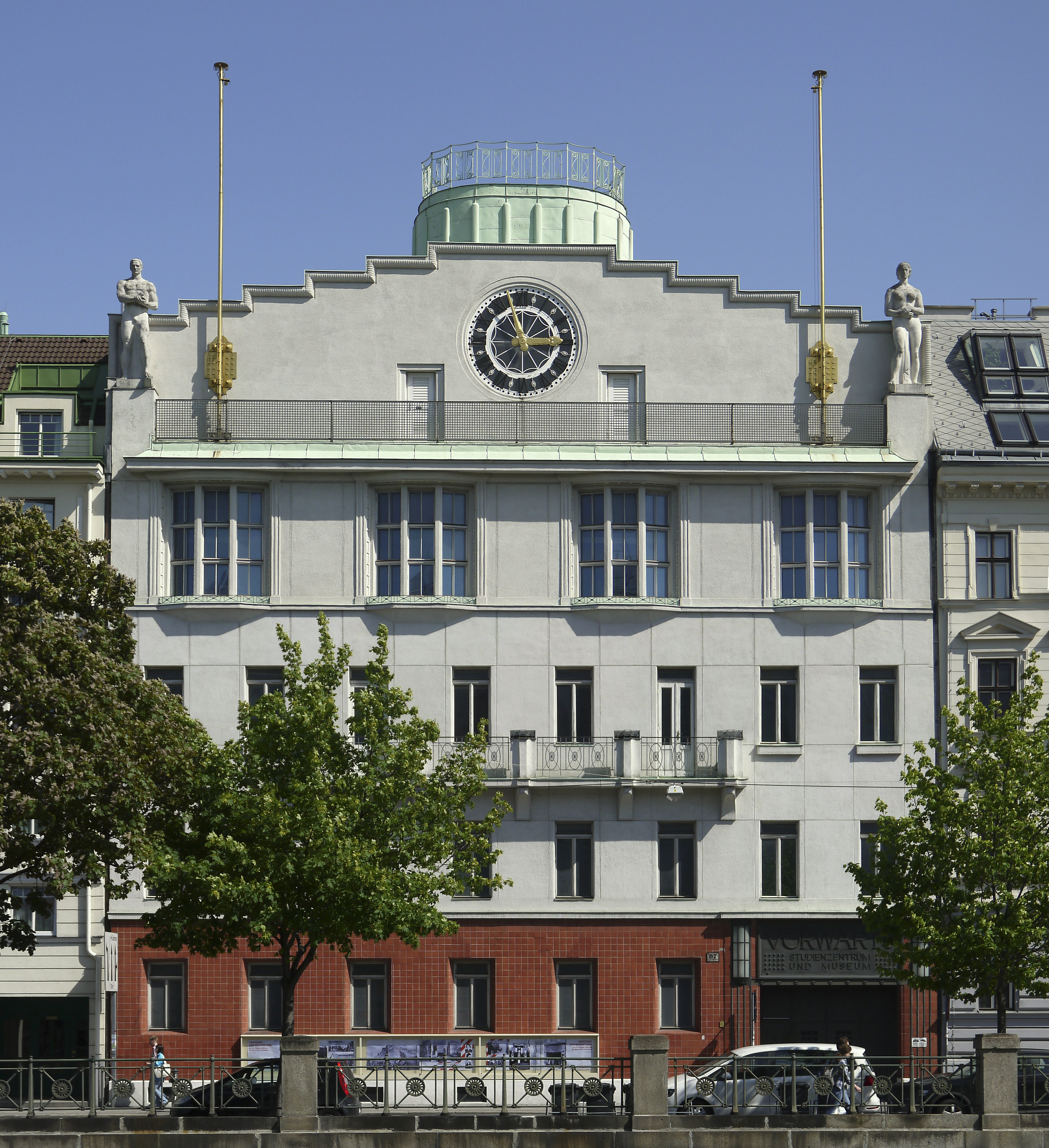
Vorwärts-Gebäude
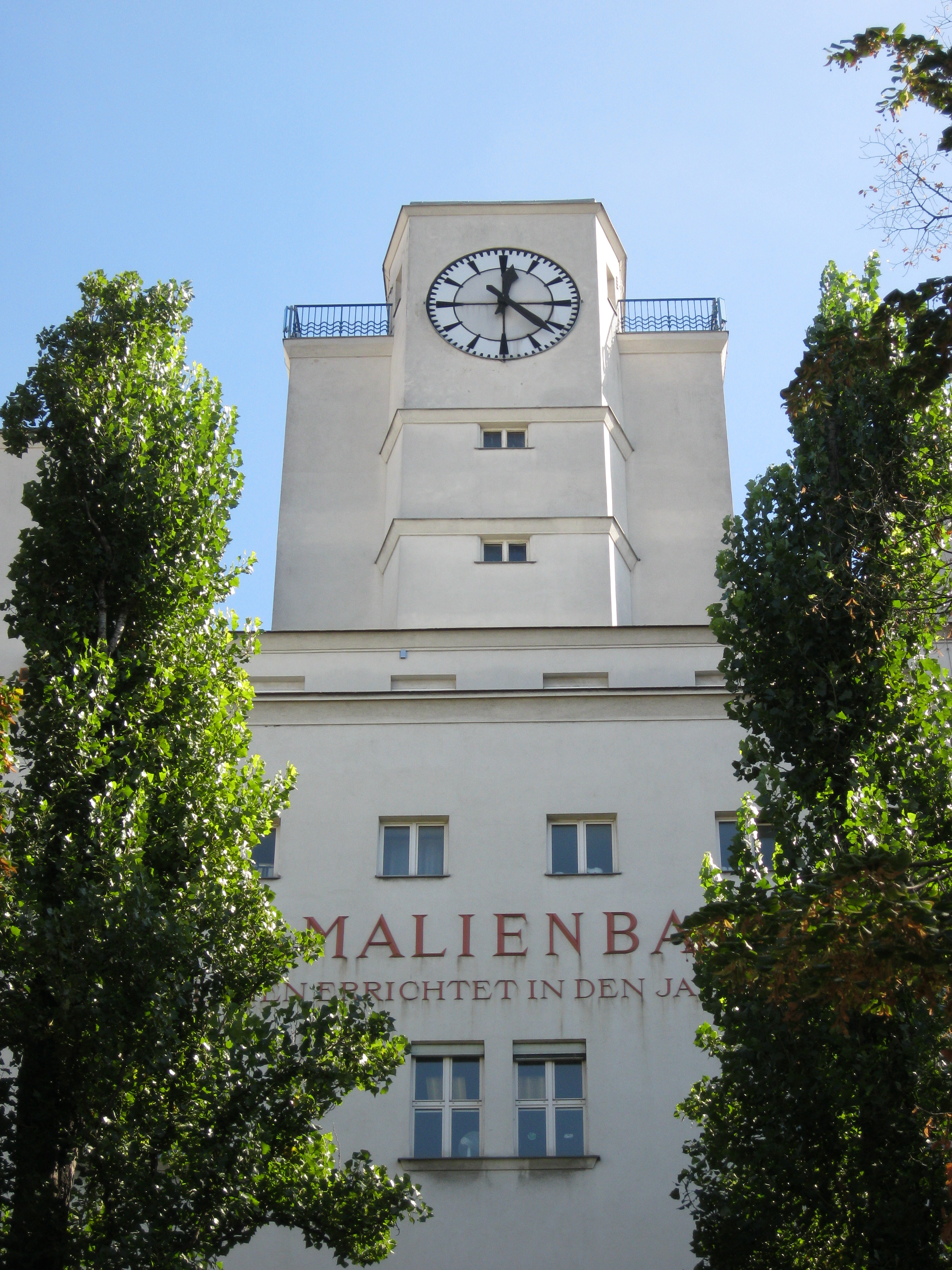
Amalienbad
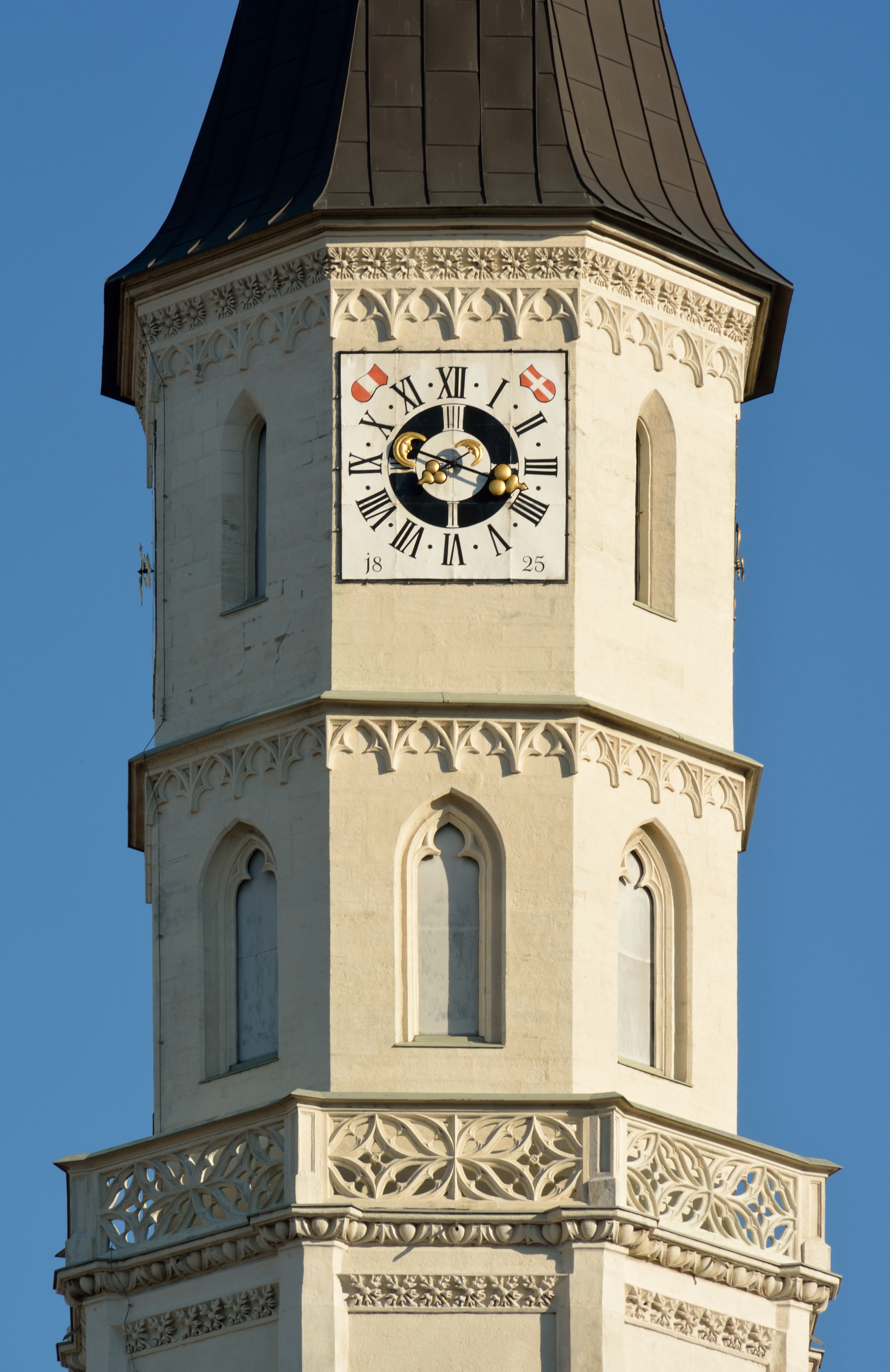
Michaelerkirche
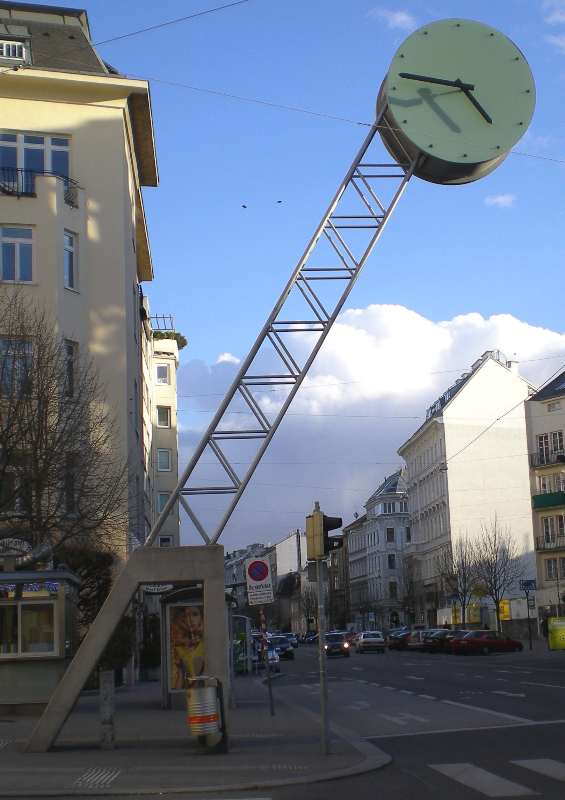
Kunstwerkuhr in der Baumgasse
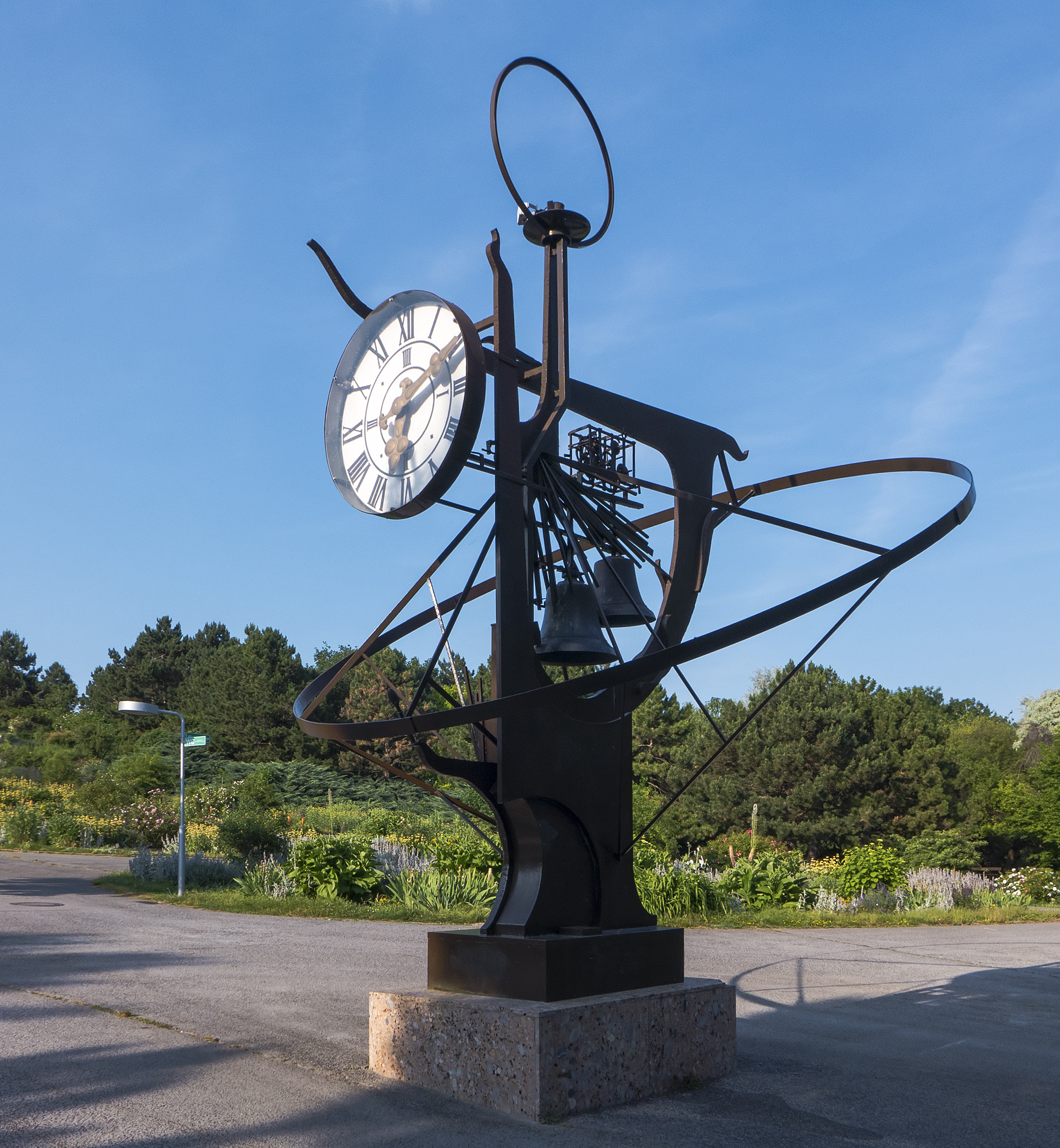
Kunstwerkuhr im Kurpark Oberlaa